# Nazario do Carmo
Nazario do Carmo (Díli, 9 de novembro de 1992) é um futebolista timorense. Atualmente, atua como zagueiro da Seleção Timorense de Futebol.